# 野木丈司
野木 丈司（のぎ じょうじ、1960年4月30日 - ）は、日本の元プロボクサー、トレーナー。千葉県出身。

## 来歴
大場政夫に憧れボクサーを目指すも、持ち前の足の速さから、船橋市立高根中学校では陸上部で活躍。千葉県立佐倉高等学校陸上部監督であった小出義雄から、直々にスカウトされ、1976年4月に同校入学。小出の直接指導を受け、県大会5000mで優勝、さらに県高校駅伝では1区(10km)で区間新をマークし、初優勝に貢献。佐倉高校を第29回全国高等学校駅伝競走大会（1978年）出場に導く。
卒業後、当時の早稲田大学競走部監督であった中村清から誘いを受けるが、ボクサーの夢を捨て切れず小出の紹介でミカドジムに入門。プロボクサーとなり3戦3勝（1KO）をマークしたが、ジムが協栄ジムに吸収合併されることになり、その際起きたトラブルにより、当時の協栄会長金平正紀の圧力を受けた結果10年間1試合の出場も許されずに延々と干され続け、1991年に引退した。
1998年、トレーナーに転身。2001年にはキューバへトレーナー留学。フィジカルを最重視する同国の育成法を直接取材したほぼ唯一の日本人である。ここでの驚きは著書『まったく新しいボクシングの教科書』にある通り。嘉陽宗嗣をタイトル獲得に導き、ジム外の選手では河合丈矢、女子選手も八島有美の育成に当たり、ボクサー以外の格闘家も宇野薫、HAYATO、浜崎朱加らの指導にも当たる。
その後内藤大助のトレーニングパートナーを務め、彼の世界王座獲得をサポートし現在に至る。2008年からは風神ライカの指導にも当たる。また、元OPBF女子ライトフライ級チャンピオン菊地奈々子、元WBA女子スーパーフライ級チャンピオン山口直子のトレーナーでもあった。
2017年には比嘉大吾のパートナーとしてWBC世界フライ級王座に導いたが、翌2018年4月、比嘉が体重超過で世界王座を剥奪された責任を取って白井・具志堅スポーツジムを辞めた。
2019年8月15日、かつての教え子角田紀子と結婚。
2020年、比嘉とともにAmbition GYM（現志成ボクシングジム）に加入。

## 著書
- 『まったく新しいボクシングの教科書 誰でも、パンチ力が2倍・3倍になる!』（ベースボール・マガジン社、2010年7月、ISBN 978-4583102375）

## 関連書籍
- 『激闘 リングの覇者を目指して』（岩崎大輔著、ソフトバンククリエイティブ、2008年3月、ISBN 978-4797347845）

## インタビュー
- 『Fight&Life』vol.3